# Luis Moreira
Luis Moreira (Portoviejo, 1 de dezembro de 1978) é um ex-futebolista equatoriano que atuava como meia ou atacante.

## Carreira
Luis Moreira integrou a Seleção Equatoriana de Futebol na Copa América de 1999.